# Prickbröstad hackspett
Prickbröstad hackspett (Dendrocopos analis) är en fågel i familjen hackspettar inom ordningen hackspettartade fåglar.

## Utseende
Prickbröstad hackspett är en 16–18 cm lång, huvudsakligen svartvit hackspett. Den är mycket lik nära släktingen isabellaspett (D. macei), som den tidigare behandlades som underart till, med röd hjässa hos hanen, rödrosa undergump, vitbandad svart rygg och streckad beigefärgad undersida. Denna har dock tydligare röd undergump, mindre vit bandning på stjärten, mer utbredd streckning (ej prickar) på bröstet, större storlek och mörkare näbb.

## Utbredning och systematik
Prickbröstad hackspett delas in i tre underarter med följande utbredning:
- Dendrocopos analis longipennis – södra Myanmar till Thailand, Laos, Annam, Kambodja och Kochinkina
- Dendrocopos analis andamanensis – Andamanöarna
- Dendrocopos analis analis – södra Sumatra, Java och Bali

Tidigare betraktades den som underart till isabellaspett, (D. macei).

## Status och hot
Arten har ett stort utbredningsområde, men tros minska i antal, dock inte tillräckligt kraftigt för att den ska betraktas som hotad. Internationella naturvårdsunionen IUCN listar arten som livskraftig (LC).